# Jason Tarver
Jason Tarver (Stanford, 28 agosto 1974) è un allenatore di football americano statunitense che svolge il ruolo di allenatore dei linebacker dei Cleveland Browns della National Football League (NFL).

## Carriera come allenatore
Tarver iniziò la sua carriera come allenatore nella NFL nel 2001 con i San Francisco 49ers come allenatore della qualità e del controllo. Poi nel 2004 venne promosso assistente dei running back e dell'attacco. Dal 2005 divenne l'allenatore degli outside linebacker fino al 2011.
Il 6 gennaio 2012 firmò con gli Oakland Raiders un contratto di due anni come coordinatore della difesa. Il 14 gennaio 2014 gli venne rinnovato per un altro anno.

## Vita familiare
Tarver è sposato con Katie. La coppia ha avuto due figli.